# Georg Klotz
Georg Klotz (St. Leonhard in Passeier, 1919 - Schönberg im Stubaital, Tirol, 1976) fou un activista independentista sudtirolès, militant del grup armat independentista Befreiungsausschuss Südtirol (BAS), dirigit per Sepp Kerschbaumer. És pare de la política sudtirolesa Eva Klotz.
Era fill d'un ferrater, durant la Segona Guerra Mundial hi lluità com a caporal de la Wehrmacht a Noruega i Stalingrad, i fou condecorat amb la Creu de Ferro. Després de la guerra tornà al seu poble, i disconforme amb l'estatut d'autonomia atorgat a Tirol del Sud, es decidí per l'independentisme radical i participà en la fundació del Befreiungsausschuss Südtirol (BAS), del que en fou un dels activistes més destacats, conegut pel sobrenom de martellador de Passeiertal pels seus atemptats contra l'Estat italià, al que considerava força d'ocupació. Això el va obligar a moure's entre les fronteres d'Àustria i Itàlia
El 9 de setembre de 1964 enviaren a Innsbruck dos agents de l'Organisation de l'Armée Secrète francesa per a detenir-lo. El 7 de setembre de 1964 patí un intent d'assassinat per un agent del SISMI italià que provocà la mort de Luis Amplatz. El 14 d'octubre de 1968 fou condemnat a Viena a 15 mesos per preparar atemptats, i el març de 1969 a Perusa fou condemnat a 23 anys de presó per, entre d'altres, l'atemptat del tren a Brenner. Després de complir la pena a Viena es va amagar als boscos del Tirol, on va viure com a fuster fins a la seva mort.
Darrerament ha estat considerat com un heroi en cercles neonazis i d'extrema dreta d'Alemanya i Àustria. Han reconstruït la cabana on va passar els darrers dies i tenen intenció de convertir-la en museu.